# 山梨県女子サッカーリーグ
山梨県女子サッカーリーグ（やまなしけんじょしサッカーリーグ）は、日本の山梨県に所在する女子（第5種）登録チームが参加する女子サッカーリーグである。日本全国の都道府県にある都道府県リーグのひとつであり、日本の女子サッカーリーグ編成において4部に相当する。

## 概要
2020年現在、1部・2部とも、6クラブ、計12クラブで構成される。山梨県内で新たに女子サッカーリーグに参加する場合、県2部リーグから参加。リーグスケジュールは、1部・2部とも、9月～11月（それぞれ2020年時点。）にかけて開催される。リーグ方式で行い、1部リーグ最下位のチームは、2部のグループ総合順位の優勝チームと自動入れ替えで降格となる。1部リーグ優勝チームは関東女子サッカーリーグ入替え戦への参加権を得る。入替え戦では関東の1都7県の都県リーグ優勝チームが参加する関東トーナメント戦で上位2位に入った後、関東女子サッカーリーグ下位2チームとの入替え戦に勝利すると関東女子サッカーリーグへの参加得ることが出来る。
なお、2021年2月時点、1部リーグ（4試合）と、2部リーグ（1試合）が、新型コロナウイルス感染症拡大防止に伴う、緊急事態宣言により、延期となっている。
2021シーズンは、昨シーズン1部で優勝した山梨学院大学が上位の「関東女子サッカーリーグ2部」に、甲府商業高校が県2部リーグから1部リーグへそれぞれ昇格した。

## 参加クラブ（2021シーズン）
★・・・今シーズンより、昇格。
▲・・・今シーズンより、リーグ参戦。
| FCふじざくら山梨             | 南都留郡鳴沢村 | 2018 | チーム公式サイト   | フォルトゥナVogel             | 南アルプス市   | 2000 | チーム公式サイト                              |
| 山梨学院大学レッドサンダーズ | 甲府市         |      |                    | ESPERANZA（エスペランサ）     | 笛吹市         |      |                                               |
| 山梨大学                     | 甲府市         |      | チームTwitter      | スポーツクラブCamellia▲       | 中巨摩郡昭和町 |      | チーム公式サイト                              |
| 帝京第三高校                 | 北杜市         | 2015 | 学校公式サイト     | FCふじざくら山梨JEアカデミー▲ | 南都留郡鳴沢村 |      | 1部所属「FCふじざくら山梨」のアカデミーチーム |
| 日本航空高校                 | 甲斐市         |      | 学校サイト部活紹介 | 富士北稜高校                  | 富士吉田市     |      | 学校公式サイト                                |
| 甲府商業高校★                | 甲府市         |      | 学校公式サイト     | 日本航空高校2nd               | 甲斐市         |      | 1部所属「日本航空高校」のセカンドチーム       |

## 過去のリーグ1部優勝チーム
- 2018年　山梨学院大学[1]
- 2019年　山梨学院大学[2]
- 2020年　山梨学院大学[3]